# Hazelle Goodman
Hazelle Goodman (Trinidad e Tobago, 16 febbraio 1959) è un'attrice trinidadiana naturalizzata statunitense.

## Biografia
Dopo i primi periodi passati a Trinidad e Tobago, si stabilì definitivamente nello stato di New York. Allieva del City College di New York, la Goodman divenne nota per aver ideato uno one woman show intitolato Hazelle!, che venne poi adattato per la televisione e trasmesso dalla HBO nel 1995. Per questo lavoro ottenne due candidature ai Cable Ace Awards come miglior commedia e miglior interprete. Nel 1997 Woody Allen le affidò il ruolo della spiritosa prostituta Cookie nel surreale film Harry a pezzi. Grazie a questo ruolo, inizia a farsi conoscere, tanto che nello stesso anno ebbe un ruolo ricorrente nella serie televisiva Homicide, interpretando la spacciatrice Georgia Rae Mahoney.
Negli anni successivi tornò a recitare sul grande schermo in pellicole come Hannibal, All the Invisible Children e Molto forte, incredibilmente vicino. Inoltre continuò a lavorare in teatro, interpretando la Regina nel Cimbelino di William Shakespeare e recitando ne I monologhi della vagina al Madison Square Garden. Fu anche ideatrice e interprete di un altro one woman show, To the Top Top Top!. Nel 2004 partecipa in un episodio di Law & Order - I due volti della giustizia.

## Filmografia

### Cinema
- Heat - La sfida (Heat), regia di Michael Mann (1995)
- Harry a pezzi (Deconstructing Harry), regia di Woody Allen (1997)
- Hannibal, regia di Ridley Scott (2001)
- All the Invisible Children, regia di Spike Lee (2005)
- Molto forte, incredibilmente vicino (Extremely Loud & Incredibly Close), regia di Stephen Daldry (2011)

### Televisione
- Hazelle! - show TV (1995)
- Happily Ever After: Fairy Tales for Every Child - serie TV (1995) - (voce)
- Homicide - serie TV (1997)
- Squadra emergenza (Third Watch) - serie TV (2001)
- Ed - serie TV (2000)
- Law & Order - I due volti della giustizia (Law & Order) - serie TV (2004)